# Cantonul Saint-Germain-du-Plain
Cantonul Saint-Germain-du-Plain este un canton din arondismentul Chalon-sur-Saône, departamentul Saône-et-Loire, regiunea Burgundia, Franța.

## Comune
- L'Abergement-Sainte-Colombe
- Baudrières
- Lessard-en-Bresse
- Ouroux-sur-Saône
- Saint-Christophe-en-Bresse
- Saint-Germain-du-Plain (reședință)
- Tronchy